# Premyer Liqası (2019/2020)
Premyer Liqası 2019/2020 była 28. edycją najwyższej klasy rozgrywkowej piłki nożnej w Azerbejdżanie. 
Przed sezonem ligę opuścił wieloletni sponsor Topaz.
Brało w niej udział 8 drużyn, które w okresie od 16 sierpnia 2019 do 8 marca 2020 rozegrały 20 kolejek meczów. 
Z powodu pandemii COVID-19 rozgrywki zawieszono 13 marca 2020.
19 czerwca 2020 roku AFFA ogłosiła, że rozgrywki Azerbejdżańskiej Premier League zostaną zakończone bez wznowienia pozostałych meczów w związku z eskalacją pandemii.
Tytuł mistrzowski zdobyła drużyna Qarabağ FK po raz siódmy z rzędu, a ósmy w swojej historii. Żaden zespół nie spadł do niższej ligi.

## Format rozgrywek
Osiem uczestniczących drużyn gra ze sobą czterokrotnie. 
Zwycięzca ligi zostaje mistrzem Azerbejdżanu i kwalifikuje się do I rundy kwalifikacyjnej Ligi Mistrzów UEFA. 
Drużyna, która zajmie drugie, trzecie miejsce i zdobywca Pucharu Azerbejdżanu, kwalifikują się do I rundy kwalifikacyjnej Ligi Europy UEFA. 
W przypadku zdobycia pucharu przez drużynę, która zapewniła sobie grę w europejskich pucharach, awans otrzymuje czwarta drużyna rozgrywek.
Do niższej ligi spada bezpośrednio ostatnia drużyna.

## Drużyny
| Uczestnicy poprzedniej edycji | Uczestnicy poprzedniej edycji | Uczestnicy poprzedniej edycji | Uczestnicy poprzedniej edycji |
| --- | ----------------------------- | ----------------------------- | ----------------------------- |
| QAA | Qarabağ FK                    | Baku                          | 1                             |
| NEF | Neftçi PFK                    | Baku                          | 2                             |
| SEB | Səbail FK                     | Baku                          | 3                             |
| QAB | FK Qəbələ                     | Qəbələ                        | 4                             |
| ZIR | Zirə Baku                     | Baku                          | 5                             |
| SUM | Sumqayıt FK                   | Sumgait                       | 6                             |
| SAB | Sabah Baku                    | Baku                          | 7                             |
| KEŞ | Keşlə Baku                    | Baku                          | 8                             |
| Oznaczenia: - kolumna pierwsza – skróty nazw drużyn, - kolumna trzecia – siedziba klubu, - kolumna czwarta – miejsce zajęte w poprzednim sezonie. |                               |                               |                               |

## Tabela
| Lp. | Drużyna     | M  | Z  | R | P  | B+ | B- | +/– | Pkt | Kwalifikacja lub spadek                     |
| --- | ----------- | -- | -- | - | -- | -- | -- | --- | --- | ------------------------------------------- |
| 1   | Qarabağ (M) | 20 | 13 | 6 | 1  | 34 | 7  | +27 | 45  | Liga Mistrzów UEFA • I runda kwalifikacyjna |
| 2   | Neftçi Baku | 20 | 10 | 7 | 3  | 33 | 14 | +19 | 37  | Liga Europy UEFA • I runda kwalifikacyjna   |
| 3   | Keşlə Baku  | 20 | 8  | 6 | 6  | 27 | 21 | +6  | 30  | Liga Europy UEFA • I runda kwalifikacyjna   |
| 4   | Sumgayit    | 20 | 6  | 5 | 9  | 24 | 32 | −8  | 23  | Liga Europy UEFA • I runda kwalifikacyjna   |
| 5   | Zirə Baku   | 20 | 6  | 5 | 9  | 25 | 37 | −12 | 23  |                                             |
| 6   | Sabah Baku  | 20 | 5  | 6 | 9  | 19 | 27 | −8  | 21  |                                             |
| 7   | Səbail Baku | 20 | 5  | 5 | 10 | 16 | 30 | −14 | 20  |                                             |
| 8   | Qəbələ      | 20 | 5  | 4 | 11 | 25 | 35 | −10 | 19  |                                             |

## Wyniki
| Gospodarz \ Gość | GAB | KES | NEF | QAR | SAB | SEB | SUM | ZIR | GAB | KES | NEF | QAR | SAB | SEB | SUM | ZIR |
| ---------------- | --- | --- | --- | --- | --- | --- | --- | --- | --- | --- | --- | --- | --- | --- | --- | --- |
| Qəbələ FK        |     | 0–4 | 0–3 | 1–1 | 1–2 | 3–0 | 0–2 | 3–0 |     | 1–2 | 0–2 | n/a | n/a | n/a | 5–0 | n/a |
| Keşlə Baku       | 2–1 |     | 2–1 | 0–1 | 1–1 | 1–2 | 2–1 | 2–0 | n/a |     | n/a | 0–2 | n/a | 0–1 | n/a | 4–0 |
| Neftçi PFK       | 4–1 | 0–0 |     | 0–0 | 1–1 | 2–1 | 2–1 | 3–0 | n/a | 3–1 |     | n/a | 4–0 | 1–1 | 1–1 | n/a |
| Qarabağ FK       | 3–0 | 2–2 | 2–0 |     | 2–0 | 1–0 | 2–0 | 1–1 | n/a | n/a | 0–0 |     | 0–0 | n/a | 1–0 | n/a |
| Sabah Baku       | 0–1 | 0–1 | 0–2 | 0–1 |     | 3–0 | 1–3 | 2–2 | 3–2 | n/a | n/a | n/a |     | 0–0 | n/a | n/a |
| Səbail Baku      | 1–1 | 0–0 | 0–0 | 0–4 | 1–3 |     | 0–2 | 1–0 | 3–1 | n/a | n/a | 0–1 | n/a |     | n/a | 1–3 |
| Sumqayıt FK      | 1–1 | 0–0 | 2–4 | 2–1 | 1–0 | 0–3 |     | 1–2 | n/a | 2–2 | n/a | n/a | 1–2 | n/a |     | 2–1 |
| Zirə Baku        | 1–1 | 3–1 | 1–0 | 1–3 | 1–1 | 4–1 | 2–2 |     | 1–2 | n/a | n/a | 0–6 | 2–0 | n/a | n/a |     |

## Najlepsi strzelcy
| Bramki | Zawodnik               | Drużyna     |
| ------ | ---------------------- | ----------- |
| 7      | Peyman Babaei          | Sumgayit    |
| 7      | Steeven Joseph-Monrose | Neftçi Baku |
| 7      | Bagaliy Dabo           | Neftçi Baku |
| 7      | Mahir Emreli           | Qarabağ     |
| 6      | Lorenzo Frutos         | Keşlə Baku  |
| 6      | Ağabala Ramazanov      | Zirə Baku   |
| 6      | Dawit Wolkowi          | Zirə Baku   |
| 5      | Mehdi Sharifi          | Sumgayit    |
| 5      | Magaye Gueye           | Qarabağ     |
| 5      | Hendrick Ekstein       | Səbail Baku |
| 5      | Abdellah Zoubir        | Qarabağ     |

Źródło: 

## Stadiony
| Qəbələ          |
| --------------- |
| Stadion Miejski |
|                 |

| Keşlə Baku |
| ---------- |
| ASK Arena  |
|            |

| Neftçi Baku   |
| ------------- |
| Bakcell Arena |
|               |

| Qarabağ       |
| ------------- |
| Azərsun Arena |
|               |

| Sabah Baku            |
| --------------------- |
| Bank Respublika Arena |
|                       |

| Səbail Baku |
| ----------- |
| ASCO Arena  |
|             |

| Sumgayit           |
| ------------------ |
| Kapital Bank Arena |
|                    |

| Zirə Baku                    |
| ---------------------------- |
| Stadion Kompleksu Sportowego |
|                              |

Źródło: .